# Justus-Möser-Medaille

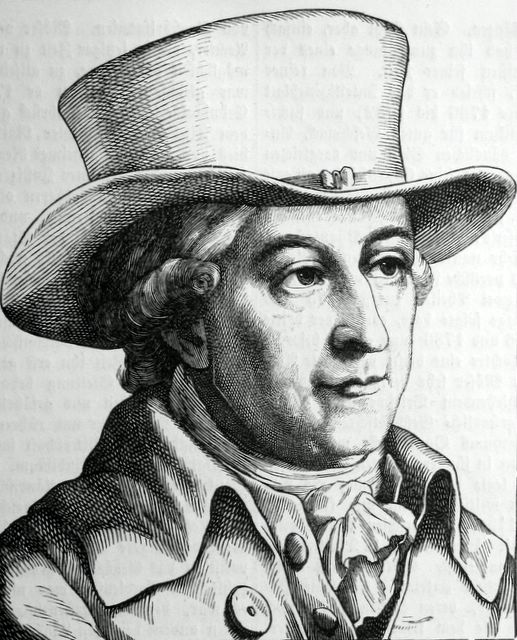
Justus Möser

Die Justus-Möser-Medaille ist die höchste Auszeichnung, die von der Stadt Osnabrück vergeben wird. Sie ist nach dem in Osnabrück geborenen Juristen, Staatsmann, Literaten und Historiker Justus Möser benannt. Erstmals wurde sie anlässlich seines 150. Todestags im Jahr 1944 vergeben und wird meist am Handgiftentag, dem ersten Werktag eines Jahres, im historischen Friedenssaal des Osnabrücker Rathauses verliehen.
Mit der Medaille werden Persönlichkeiten geehrt, die sich in besonderer Weise um das öffentliche Wohl, insbesondere der Stadt Osnabrück und der Region, verdient gemacht haben. Ausgezeichnet werden Menschen, die in Osnabrück geboren wurden oder deren Verdienste in Verbindung mit dem Kulturleben der Stadt stehen. Schöpferische Leistungen auf dem Gebiet der Kunst, Literatur und Wissenschaft sollen geehrt werden; außerdem sollen sich deren Verdienste auf das kulturelle Leben innerhalb des Osnabrücker Raumes beziehen.
Am 10. Januar 1944 berichtete die Osnabrücker Zeitung Neue Volksblätter, die frühere Osnabrücker Volkszeitung:

„Nach dem Vortrag verlieh Oberbürgermeister Dr. Gärtner die von ihm an diesem Tage gestiftete Möser-Medaille, die von nun an immer am Handgiftentage überreicht werden soll, erstmals an Prof. Brandi für seine weite Kreise der Wissenschaft anregende Möserforschung, an den Maler Franz Hecker, der in seinem Lebenswerk dem Bilde unserer Osnabrücker Heimat weit über unser Gebiet hinaus Ausdruck verlieh, an den Oberstudienrat Prof. Dr. Schirmeyer, der im Historischen Verein für die Kenntnis Mösers und die bevorstehende Neuausgabe seiner Werke arbeitete und an Ludwig Bäte, der in heimatgeschichtlicher, dichterischer Tätigkeit vor allem Mösers Verhältnis zu Goethe und das Leben von Mösers Tochter Jenny von Voigts behandelte.“

Die erste Satzung über die Verleihung wurde erst 1954 formuliert und gab dem Kulturausschuss des Rates die Möglichkeit, nicht nur Dichter und Wissenschaftler, sondern auch bildende Künstler zu ehren. Da alle Akten aus der Gründungszeit vernichtet waren, mussten neue Kriterien aufgestellt werden, bei denen insbesondere darauf geachtet wurde, politische und soziale Verdienste auszuschließen, da hierfür bereits der Niedersächsische Verdienstorden zur Verfügung stand.

## Träger der Justus-Möser-Medaille
- 1944 Ludwig Bäte (1892–1977), Schriftsteller, Dichter, Kulturhistoriker
- 1944 Ludwig Schirmeyer (1876–1960), Gymnasialprofessor in Osnabrück und Heimathistoriker
- 1944 Karl Brandi (1868–1946), Historiker
- 1944 Franz Hecker (1870–1944), Maler und Grafiker
- 1945 Karl Koch, Herausgeber der Flora des Regierungsbezirks Osnabrück und der benachbarten Gebiete
- 1945 Hermann Rothert (1875–1962), Ministerialrat, Geschichtsforscher
- 1952 Christian Dolfen (1877–1961), Domarchivar, Verfasser der Werke über den Codex Gisle und der Osnabrücker Kaiserpokal, Wiederhersteller des Osnabrücker Doms
- 1955 Karl Kennepohl (1895–1958), Numismatiker, Lehrer am Gymnasium Carolinum in Osnabrück
- 1955 Friedrich Vordemberge-Gildewart (1899–1962), Grafiker, Maler, Bildhauer, Schriftsteller
- 1955 Wilhelm Fredemann (1897–1984), Heimatdichter des Osnabrücker Landes in hoch- und niederdeutscher Sprache
- 1956 Theodor Heuss (1884–1963), Präsident der Bundesrepublik Deutschland
- 1958 Mathias Wieman (1902–1969), Schauspieler
- 1961 Günther Wrede (1900–1977), Staatsarchivar und Historiker
- 1962 Friedrich Vordemberge (1897–1981), Maler und Kunstprofessor
- 1964 Erich Maria Remarque (1898–1970), Schriftsteller
- 1966 Karl Kühling (1899–1985), Chefredakteur der Osnabrücker Tageszeitung „Neue Tagespost“
- 1968 Hans Bohnenkamp (1893–1977), Mitglied der NSDAP und später der SPD, deutscher Pädagoge, Hochschullehrer und Hochschuldirektor
- 1969 Josef Schwetje, berufliches, politisches und literarisches Wirken
- 1979 terre des hommes Deutschland e. V., Kinderhilfswerk
- 1983 Franz Schmedt (1932–2022), Chefredakteur der „Neuen Osnabrücker Zeitung“
- 1983 Fritz Wolf (1918–2001), Karikaturist
- 1984 Elisabeth Siegel (1901–2002), Professorin für Pädagogik und Sozialpädagogik
- 1984 Roswitha Poppe (1911–2003), publizierte Leistungen
- 1984 Hermann Poppe-Marquard (1908–1993), Leistungen auf kulturellem Gebiet
- 1985 posthum Wilhelm Karmann (1871–1952), Firmengründer
- 1986 Walter Haas (1920–1996), Kommunalpolitiker
- 1987 Heinrich Koch, für stadthistorische Verdienste
- 1990 Theodor Penners, Verdienste um die Aufarbeitung der Stadtgeschichte
- 1991 Manfred Horstmann (1928–1992), Präsident der Universität
- 1994 Gisela Wagner, Engagement für die Aufarbeitung des Werkes und Lebens Justus Mösers
- 1995 posthum Hans Georg Calmeyer (1903–1972), Jurist, Gerechter unter den Völkern
- 1996 Hubert Schlenke (1932–2014), Einsatz um den Aufbau und die Sicherung der Felix-Nussbaum-Sammlung für die Stadt Osnabrück
- 1998 Ursula Flick (1924–2006), Oberbürgermeisterin der Stadt Osnabrück
- 2003 Johann-Tönjes Cassens (1932–2022), ehemaliger niedersächsischer Minister für Wissenschaft und Kultur
- 2005 Klaus J. Bade (* 1944), Historiker, Gründungsdirektor des Instituts für Migrationsforschung und interkulturelle Studien der Universität Osnabrück
- 2006 Peter Koch (1925–2012), Lehrer und Komponist, Gründer des Niedersächsischen Jugendorchesters und des Bundesjugendorchesters
- 2009 Franz-Josef Bode (* 1951), Bischof des Bistums Osnabrück
- 2012 Erhard Mielenhausen (* 1942), Verdienste u. a. beim außerordentlichen Einsatz für den Ausbau und die Weiterentwicklung der Fachhochschule Osnabrück
- 2014 Gisela Bohnenkamp, Friedel & Gisela Bohnenkamp-Stiftung (Unterstützung innovativer und auf Nachhaltigkeit angelegter Bildungsinitiativen)
- 2016 Hans-Wolf Sievert, für sein „außerordentliches Engagement für den wissenschaftlichen und interkulturellen Austausch und die Stärkung der Beziehung zu Osnabrücks chinesischer Freundschaftsstadt Hefei“
- 2018 Hélène Cixous (* 1937), französische Schriftstellerin, für ihre schriftstellerischen Leistungen und insbesondere für ihr Buch Osnabrück
- 2019 Franz-Josef Hillebrandt, für seinen Einsatz für viele Osnabrücker Institutionen, insbesondere für sein Engagement und seine Impulse für den Aufbau und die Entwicklung der Stiftungskultur in Osnabrück
- 2023 Ülgür Gökhan (* 1950), Bürgermeister von Osnabrücks Partnerstadt Çanakkale, für seinen Einsatz für Frieden, Meinungsvielfalt und Verständnis für unterschiedliche politische, kulturelle und ethnische Strukturen. Die Verleihung war bereits für 2021 vorgesehen, musste aufgrund der COVID-19-Pandemie aber verschoben werden.[2]
- 2025 Boris Pistorius, für seine Verdienste um die Stadt Osnabrück während seiner Zeit als Oberbürgermeister, als auch für  seine Tatigkeit als niedersächsischer Minister für Inneres und Sport und als Bundesminister der Verteidigung.[3]